# Lillestrøm
Lillestrøm est une municipalité et ville norvégienne dans le comté de Akershus, en Norvège. La ville est située à environ 18 km au nord-est de la capitale Oslo.

## Histoire

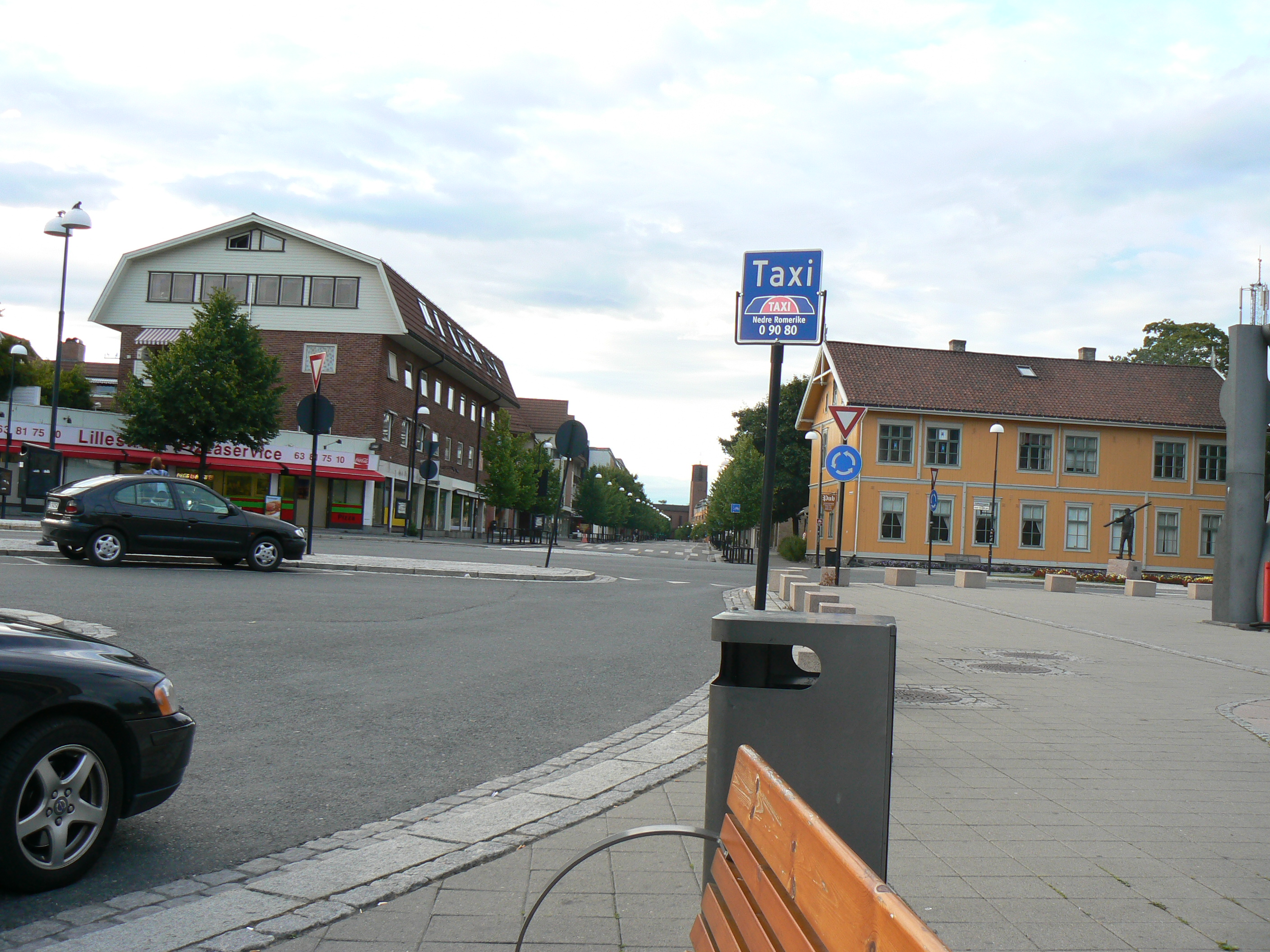
Rue de Lillestrøm.

En août 2004, la Norway Trade Fairs déménage de Sjølyst, Oslo pour Lillestrøm.
Lillestrøm a le siège du Statens havarikommisjon for transport (SHT).
Jusqu'au 1er janvier 2020, la ville de Lillestrøm était le centre administratif de la commune de Skedsmo. Cette dernière a fusionné avec les communes de Fet et Sørum pour créér l'actuelle commune de Lillestrøm.

## Sports
La ville accueille l'équipe de football masculin du Lillestrøm SK qui a remporté dans son histoire cinq fois la première division nationale. Pour la saison 2021 elle dispute la première division. Ce club comporte une section féminine le LSK Kvinner qui a remporté six fois la première division nationale.